# صدا و سیمای آذربایجان غربی
صدا و سیمای مرکز آذربایجان غربی یکی از مراکز صدا و سیمای جمهوری اسلامی ایران است که در شهر ارومیه فعالیت می‌کند. رادیو چی چست و شبکه استانی آذربایجان غربی زیرمجموعهٔ صدا و سیمای آذربایجان غربی است.